# Ralph Baer
Pour les articles homonymes, voir Baer.
Ralph Baer (né le 8 mars 1922 à Pirmasens, et mort le 6 décembre 2014 à Manchester aux États-Unis) est un inventeur germano-américain.
Baer a apporté de nombreuses contributions au domaine du jeu vidéo, notamment la console à usage domestique raccordée à la télévision. Il est parfois surnommé « le père des jeux vidéo ». La National Medal of Technology and Innovation lui est remise en 2006. Il est introduit au National Inventors Hall of Fame en 2010.

## Biographie

### Jeunesse et formation
Baer naît en 1922 dans une famille juive, qui quitte l'Allemagne en 1938 afin de s'établir aux États-Unis. À New York, Baer travaille en usine avant de suivre les cours par correspondance du National Radio Institute (en). Après avoir obtenu en 1940 un diplôme de technicien de maintenance en radiophonie,, il est employé chez un réparateur new-yorkais jusqu'au déclenchement de la Seconde Guerre mondiale. Enrôlé en 1943, Baer fait partie du service de renseignement militaire. Envoyé à Londres, il est assigné au quartier général de l'US Army.
Il retourne aux États-Unis en 1946 et finance ses études grâce au G.I. Bill. En 1949, il obtient un Bachelor of Science de l'American Television Institute of Technology de Chicago, qui dispense à ses élèves le premier cours d'ingénierie dans un domaine nouveau, la télévision,.

### Carrière d'ingénieur

#### Loral Electronics
Ralph Baer travaille pour un fabricant d'instruments chirurgicaux, avant d'être recruté par Loral Electronics en 1951. Le fabricant de téléviseurs le charge de concevoir un appareil plus performant que ceux disponibles sur le marché. Il propose d'y intégrer des jeux, mais son idée, encore très vague, est rejetée,. Entré chez Transitron Inc. en 1952 comme ingénieur en chef, il devient vice-président de la firme.

#### Sanders Associates
En 1956, Baer est engagé par la société d'électronique militaire Sanders Associates (aujourd'hui filiale de BAE Systems), où il conçoit des systèmes anti-radars. Il devient ingénieur en chef du département « equipment design » en 1966,.

##### Prototypes de consoles de jeu
À partir de septembre 1966, il travaille son idée de jeu sur téléviseur. Baer imagine un boîtier électronique se rattachant au téléviseur, esquisse d'une console de jeu vidéo. Avec son collègue Bob Tremblay, il conçoit un premier prototype permettant d'afficher un rectangle blanc à l'écran et de le déplacer,. À ce stade, aucun jeu n'est conçu. Très vite, un second prototype est mis au point utilisant deux carrés générés par des circuits similaires à ceux du premier prototype. Le premier jeu vidéo était né : Chase Game, où un joueur pourchasse l'autre, qui disparaît lors d'une collision (un peu dans le même genre que Pac-Man). Amusée par le jeu, la direction ne s'oppose pas au projet et demande à l'équipe d'améliorer le prototype.
Ce projet, totalement en dehors du domaine de défense militaire de Sanders Associates, reste connu des seules personnes concernées. Ralph Baer améliore le prototype en y ajoutant un pistolet photosensible permettant de tirer sur l'adversaire, prémisse d'un accessoire de jeu vidéo réutilisé sur beaucoup de consoles par la suite. D'autres jeux sont mis au point. Le prototype est déjà très avancé : il génère des jeux en couleurs, utilise un magnétophone à cassette pour donner les instructions via le haut-parleur du téléviseur, et utilise même des joysticks. Seulement, le prototype coûte 75 dollars à la fabrication : l'équipe était contrainte à en faire une version (très) allégée : le troisième prototype. Le troisième prototype ne permet de jouer qu'à Chase Game et aux jeux de tir.
D'abord en noir et blanc, il est rapidement remis en couleurs. Mais il manque quelque chose d'attractif. C'est alors que Bill Rusch, ingénieur créatif, rejoint le projet. Il propose alors un troisième carré, non pas contrôlé par un joueur, mais par la machine. Le concept du jeu de Tennis est immédiatement proposée par Bill Rusch fin 1967 et un quatrième prototype est alors construit. En même temps, Ralph Baer propose un concept révolutionnaire: jouer à des jeux via le réseau de télévision câblé afin de bénéficier de décors filmés par caméra, de joueurs virtuels générés électroniquement, et même d'obstacles. Ralph Baer étudie l'idée avec une caméra, mais la technologie employée par Bill Rusch n'est pas stable. Entre-temps, l'équipe travaille sur un cinquième prototype, qui est en fait une extension du quatrième visant à transformer le jeu de Tennis en jeu de Hockey avec une simulation de glisse du carré représentant la balle et le palet. Cette extension ne fonctionnera jamais (Ralph Baer étudiera la chose à nouveau en 2006 et trouvera l'erreur).
Le prototype de jeux sur réseau câblé est montré en 1968 à Teleprompter, mais le projet meurt à la suite de la grande faillite des opérateurs de l'époque. Face au succès certain du jeu de Tennis et de ses dérivés, l'équipe se concentre sur une version corrigée du quatrième prototype, en utilisant les circuits de base du troisième. Le sixième prototype est né: il joue à Chase Game, Tennis, Volleyball, Handball, quelques variantes et aux jeux de tir. À ce stade, l'équipe pouvait parfaitement commercialiser ce prototype. Mais les ingénieurs aimant ajouter un composant par-ci et un autre par-là afin d'ajouter un jeu ou un effet visuel, l'équipe se lance sur un septième prototype: la Brown Box.
La Brown Box utilise un ensemble d'interrupteurs (switchs) qui configurent les circuits internes de la machine afin de déterminer les objets à afficher, la couleur de fond, et l'interaction entre les joueurs et la balle. L'équipe se penche à nouveau sur le jeu de hockey, et fabrique un huitième prototype, équivalent du cinquième, qui ne fonctionnera pas lui non plus.

##### Commercialisation

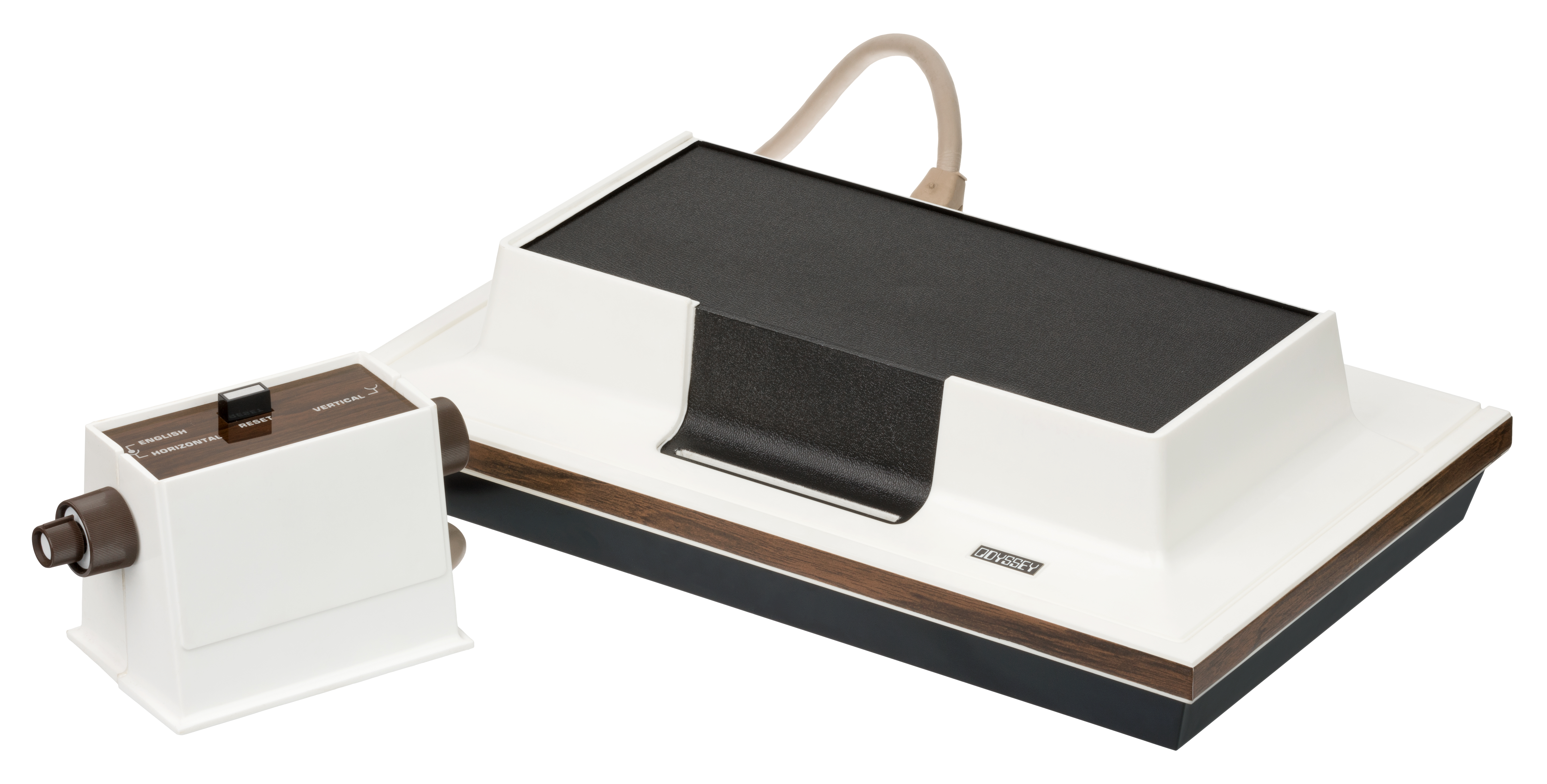
Baer développa la Magnavox Odyssey, la toute première console de jeux vidéo.

Fin 1968, Sanders Associates décide de commercialiser la Brown Box et contacte plusieurs fabricants de téléviseurs pour proposer une licence du concept. La plupart refusent. Un accord est pratiquement signé avec General Electric. Puis, RCA s'intéresse au projet, signe un premier contrat, qui est finalement annulé en 1970. C'est alors que Magnavox s'intéresse au projet. Entre-temps, un ingénieur de chez RCA qui avait compris l'enjeu du projet, était passé chez Magnavox. Après de longues négociations, Magnavox signe une licence exclusive et devient le premier fabricant de jeux vidéo au monde.
En mai 1972, la première console de jeux est annoncée au public : l'Odyssey (modèle 1TL200). La production démarrera véritablement durant le dernier trimestre de 1972. Finalement, plus de 340 000 consoles Odyssey seront vendues jusqu'à 1975, où des modèles simplifiés la remplacent : les Odyssey 100 et 200.
L'Odyssey a été montrée au public les 24 et 25 mai 1972 à la Magnavox Profit Caravan. Nolan Bushnell et quelques employés de Nutting Assotiates, où il travaille, jouent au Tennis et signent le livre d'or. Il crée alors Atari. Fin 1972, il met au point le premier jeu d'arcade à succès : Pong. Atari sera plus tard attaqué par Magnavox pour ne pas avoir acheté sa licence. Nolan Bushnell décide alors de payer la licence ainsi que les royalties dues, ce qui met fin au procès.

#### Autres activités

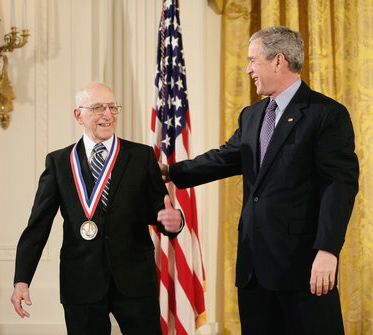
Ralph Baer recevant la National Medal of Technology de la main du président américain George W. Bush, en février 2006.

En 1977, Baer coinvente le jouet électronique Simon avec Howard J. Morrison (en). Il est lancé l'année suivante au Studio 54 et commercialisé par Milton Bradley. Par la suite, Ralph Baer assiste Coleco dans la mise au point de la Coleco Telstar. L'entreprise acquiert une licence de son jeu éducatif Vid-Kid.
En 2005, son autobiographie est publiée par Rolenta Press sous le titre Videogames : In the Beginning. Sa traduction est publiée en France par les éditions Pix'n Love.

## Récompenses
En 2008, lors de la cérémonie des Game Developers Choice Awards, le « Pioneer Award » est attribué à Ralph Baer. Il reçoit la National Medal of Technology and Innovation (médaille nationale de la technologie et de l’innovation) en 2006 et est introduit au National Inventors Hall of Fame en 2010.

## Reconnaissance
Ralph Baer a déposé 50 brevets aux États-Unis et une centaine sur le plan mondial. Il est reconnu comme le « père » du jeu vidéo,.

## Ouvrage
- Ralph Baer : Mémoires du père des jeux vidéo (trad. de l'anglais par William Audureau), Cergy, Pix'n Love, coll. « Les grands noms du jeu vidéo », 2012, 232 p. (ISBN 978-2-918272-44-1).